# Nagroda im. Stanisława Ignacego Witkiewicza
Nagroda im. Stanisława Ignacego Witkiewicza (znana również jako Nagroda Witkacego) – nagroda ustanowiona w roku 1983 i przyznawana przez Polski Ośrodek Międzynarodowego Instytutu Teatralnego w Międzynarodowym Dniu Teatru.

## Historia nagrody
Od 1983 roku Zarząd Polskiego Ośrodka Międzynarodowego Instytutu Teatralnego 27 marca, w Międzynarodowym Dniu Teatru, przyznaje swoje nagrody, które trafiają do cudzoziemców jako dowód uznania ich działalności związanej z propagowaniem teatru i dramaturgii polskiej na świecie. Laureatami mogą być działacze i animatorzy życia teatralnego, aktorzy, reżyserzy, dyrektorzy teatrów, badacze historii polskiego teatru i dramatu, krytycy teatralni, tłumacze, scenografowie. Nagrodę stanowi wizyta w Polsce oraz specjalny dyplom i dzieło sztuki polskiego artysty. Nagrodę wspiera finansowo Ministerstwo Kultury i Dziedzictwa Narodowego, którego przedstawiciele, wraz z przedstawicielami Instytutu Teatralnego im. Zbigniewa Raszewskiego (prof. Dariusz Kosiński), Instytutu Sztuki Polskiej Akademii Nauk oraz Akademii Teatralnej im. Aleksandra Zelwerowicza w Warszawie (prof. Barbara Osterlof), zasiadają w Jury nagrody.
W ramach nagrody Sekcja Krytyków Teatralnych wyróżnia polskich twórców lub instytucję teatralną, promujących rodzimy teatr na świecie, przyznaje również tytuł Teatralnej Książki Roku. W ostatnich latach w Jury Sekcji zasiadały m.in. prof. Magdalena Raszewska (Akademia Sztuk Pięknych w Warszawie), dr Elżbieta Baniewicz (PWSFTviT im. Leona Schillera w Łodzi) i dr Maria Napiontkowa (Instytut Sztuki Polskiej Akademii Nauk).

## Laureaci
Nagrodę im. Stanisława Ignacego Witkiewicza otrzymali m.in.:
| Rok  | Nagroda Zarządu Polskiego Ośrodka ITI  | Nagroda Sekcji Krytyków Teatralnych      | Teatralna Książka Roku                           |
| ---- | -------------------------------------- | ---------------------------------------- | ------------------------------------------------ |
| 2023 | Soren Gauger Kanada                    | Elżbieta Koślacz-Virol                   | Katarzyna Fazan                                  |
| 2022 | Michajło Barbara Ukraina               | Helena Kaut-Howson                       | Ewa Bułhak                                       |
| 2021 | José Gabriel López Antunano Hiszpania  | Anna Zubrzycki                           | Janusz Degler, Tomasz Pawlak i Przemysław Pawlak |
| 2020 | Michael Hackett Stany Zjednoczone      |                                          |                                                  |
| 2019 | Koichi Kuyama Japonia                  |                                          | Jadwiga Rożek-Sieraczyńska                       |
| 2018 | Paul Allain Anglia                     | Jarosław Bielski                         | Ewa Partyga                                      |
| 2017 | Bohdan Kozak Ukraina                   | Włodzimierz Herman                       | Tomasz Mościcki                                  |
| 2016 | Richard Gough Anglia                   | Andrzej Szczytko                         | Halina Waszkiel                                  |
| 2015 | Darja Dominkuš Słowenia                | Janina Szarek                            | Beata Guczalska                                  |
| 2014 | Philip Arnoult Stany Zjednoczone       | Andrzej Wirth                            |                                                  |
| 2013 | Manfred Beilharz Niemcy                | Stefan Sutkowski                         | Ewa Bułhak i Mateusz Żurawski                    |
| 2012 |                                        |                                          | Diana Poskuta-Włodek                             |
| 2011 | Tuğrul Çetiner Turcja                  | Białostocki Teatr Lalek (Marek Waszkiel) | Katarzyna Osińska                                |
| 2010 | Monique Stalens Francja                | Teatr Pieśń Kozła (Grzegorz Bral)        | Katarzyna Fazan                                  |
| 2009 | Irena Lexová Czechy                    | Śląski Teatr Tańca (Jacek Łumiński)      | Małgorzata Komorowska                            |
| 2008 | Ellen Stewart Stany Zjednoczone        | Ewa Wycichowska                          | Urszula Aszyk                                    |
| 2008 | Ellen Stewart Stany Zjednoczone        | Lech Raczak, Teatr Ósmego Dnia           |                                                  |
| 2007 | Biserka Rajčić Serbia                  |                                          | Erwin Axer                                       |
| 2006 | Allen Kuharski Stany Zjednoczone       | Mariusz Treliński                        | Magdalena Raszewska                              |
| 2005 | Nina Kirlay Węgry                      | Grzegorz Jarzyna                         | Lidia Kuchtówna                                  |
| 2004 | Giovanni Pampiglione Włochy            | Teatr Biuro Podróży (Paweł Szkotak)      |                                                  |
| 2003 | Dalibor Blažina Chorwacja              | Krzysztof Warlikowski                    | Marta Steiner                                    |
| 2002 | Jacques Rosner Francja                 | Teatr Provisorium (Janusz Opryński)      | Grzegorz Ziółkowski                              |
| 2001 | Andriej Bazilewski Rosja               | Tadeusz Bradecki                         |                                                  |
| 2000 | Carla Pollastrelli Włochy              | Jerzy Radziwiłowicz                      |                                                  |
| 2000 | Carla Pollastrelli Włochy              | Krystian Lupa                            |                                                  |
| 1999 | Andrzej Nils Uggla Szwecja             |                                          |                                                  |
| 1998 | Josep Maria de Sagarra Àngel Hiszpania | Teatr Wierszalin (Piotr Tomaszuk)        | Krzysztof Pleśniarowicz                          |
| 1997 | Hendrik Lindepuu Estonia               | Krystyna Meissner                        |                                                  |
| 1996 | Alois Woldan Austria                   | Andrzej Seweryn                          |                                                  |
| 1995 | Yukio Kudō Japonia                     | Andrzej Wajda                            |                                                  |
| 1994 | Hanaa Abdel Fattah Metwaly Egipt       |                                          |                                                  |
| 1993 | Nils Åke Nilsson Szwecja               | Erwin Axer                               |                                                  |
| 1992 | Richard Demarco Szkocja                | Józef Szajna                             | Zygmunt Hübner                                   |
| 1991 | Michelle Kokosowski Francja            |                                          | Zbigniew Raszewski                               |
| 1990 | Bonnie Marranca Stany Zjednoczone      |                                          |                                                  |
| 1990 | Gautam Dasgupta Stany Zjednoczone      |                                          |                                                  |
| 1989 | Roberto Bacci Włochy                   | Teatr Cricot 2 (Tadeusz Kantor)          | Maria Bojarska                                   |
| 1988 | Bolesław Taborski Wielka Brytania      | Jerzy Stuhr                              |                                                  |
| 1987 | Jaroslav Simonides Czechosłowacja      |                                          |                                                  |
| 1986 | Henryk Bereska NRD                     |                                          |                                                  |
| 1985 | Denis Bablet Francja                   |                                          |                                                  |
| 1984 | Raymonde Temkine Francja               | Zofia Jarema                             |                                                  |
| 1984 | Raymonde Temkine Francja               | Henryk Tomaszewski                       |                                                  |
| 1984 | Raymonde Temkine Francja               | Kazimierz Dejmek                         |                                                  |
| 1984 | Raymonde Temkine Francja               | Jerzy Jarocki                            |                                                  |
| 1983 | Alain van Crugten Belgia               |                                          |                                                  |
| 1983 | Daniel Gerould Stany Zjednoczone       |                                          |                                                  |